# Honda CBR-1000RR
Honda CBR-1000RR Fireblade je sportovní motocykl vyráběný japonskou firmou Honda. Je poháněn čtyřdobým motorem o objemu 1000 ccm. Tento motocykl je nejsilnější z rodiny CBR, která se řadí mezi supersporty.

## Základní vlastnosti
- Typ: silniční, do 1000 ccm
- Hmotnost: 176 kg
- Odpružení kol vpředu (průměr × zdvih): 43×120 mm
- Odpružení kol vzadu (průměr × zdvih): 135 mm
- Úhel hlavy řízení: 66,7 stupňů
- Výška sedla: 815 mm
- Stopa: 100,0 mm
- Rozvor: 1400 mm
- Typ rámu: dvojitý páteřový
- Materiál rámu: hliníková slitina

## Motor, výkon Honda
- Druh motoru: řadový
- Takt motoru: čtyřdobý
- Chlazení: kapalinou
- Sekundární převod: řetěz
- Rozvod: 2× OHC (2× vačkový hřídel v hlavě válce)
- Příprava směsi: vstřikování, vstřikování
- Emise: Euro 3
- Startér: elektrický spouštěč
- Počet rychl. stupňů (man.): 6
- Vrtání: 75,0 mm
- Zdvih: 56,5 mm
- Kompresní poměr: 9,9:1
- Zdvihový objem: 999,0 ccm
- Počet válců: 4
- Počet ventilů: 16
- Točivý moment: 115,0 Nm při 10 000 ot./min
- Výkon: 126,0 kW / 171,0 koní při 11 250 ot./min
- Maximální rychlost: 299 km/h
- Zrychlení z 0 na 100 km/h: 3,3 s

## Pohonné hmoty
- Druh paliva: Natural 95
- Objem nádrže: 18,0 l
- Objem rezervní nádrže: 4,0 l
- Spotřeba: 5,7 l na 100 km

## Sériový rozměr pneu
- Přední pneumatika: 120/70 – 17
- Zadní pneumatika 190/50 – 17

## Brzdy
- Přední brzdy: dvojité kotoučové
- Zadní brzdy: kotoučové
- Průměr kot. brzd – přední: 320 mm
- Průměr kot. brzd – zadní: 220 mm